# Torentje van de Blanckenburgh
Het Torentje van de Blanckenburgh is een rijksmonument in Beuningen in de provincie Gelderland. Het torentje is het enige overblijfsel van het kasteel Blanckenburgh of Blankenborg. Het bouwwerk was de noordwestelijke hoektoren en tevens toegangspoort tot het kasteel. Het kasteel dateert uit de eerste helft van de 15e eeuw en is waarschijnlijk tijdens de Tachtigjarige Oorlog verwoest door Prins Maurits. Het monument is niet toegankelijk voor publiek. De video op deze pagina toont een rondleiding.

## Geschiedenis
Voorheen bevond zich op de plek van het kasteel Het Hof Wilderberg. Dit was eigendom van een ridderlijk geslacht uit de 12e eeuw dat zich noemde naar het dorp. Dat wordt in een kerkelijke bron uit 1198 aangeduid met de parochie "Bonigge" (Beuningen). Het belang van de locatie was zeer waarschijnlijk gelegen in de Romeinse weg die daar liep.
De hoofdburcht van kasteel De Blankenburgh (ook wel geschreven als Blankenburg of Blankenborg) is gebouwd door Johan van Appeltern. Het kasteel had dubbele slotgrachten en is oorspronkelijk als versterking gebouwd. Het had twee vrijstaande torens op het binnenterrein, waarvan er dus nog één resteert. Dit was de toegangspoort aan de noordelijke zijde. Het had een ophaalbrug waarvan de aanzetten nog te zien zijn. Ook waren er enkele bijgebouwen. Rondom het kasteel lag een tuin en boomgaard. 
Het kasteel is in de 16e de eeuw gedeeltelijk verwoest door prins Maurits van Oranje, maar mogelijk ook al in 1526 door de Nijmegenaren.
Desondanks werd het tot en met de 18de eeuw bewoond. Uit deze tijd (1740) is een penseeltekening bewaard gebleven. De burcht is hierop in reeds vervallen toestand te zien. De twee torens zijn nog aanwezig en de hoofdburcht was nog bewoond. In 1863 worden de restanten dan toch gesloopt. In datzelfde jaar wordt er op het terrein ten noorden van de gesloopte burcht een boerderij met schuur gebouwd. Deze boerderij kreeg ook de naam "Den Blanckenburgh" en heeft nu de status van gemeentelijk monument. Op de penseeltekening staat de overgebleven toren op de voorgrond (westelijke gevel) en er is een aantal details op te zien die vandaag nog zichtbaar zijn. Rond de toren, middels een fietspad annex wandelpad te bereiken, bevindt zich een plantsoen. Een aantal uiterlijk gelijke complexen met enkele woonlagen bieden vanuit bijna alle appartementen uitzicht op de toren en op een kleine plas. 

## Bouwkundig
Het vierkante bakstenen torentje heeft een tandlijst van muizentand ter versiering en een tentdak met een smeedijzerenr windwijzer. De muren zijn 82 cm dik, het grondplan meet 4x4 meter, de toren is 12 meter hoog.
De toren heeft een kelder, twee bovengrondse bouwlagen en een zolder. De voet van de toren en de kelder zijn bij het dempen van de slotgracht onder het maaiveld verdwenen waardoor de toren korter oogt dan hij werkelijk is. Uit de schietspleten van de toren is op te maken dat het om een serieus verdedigingswerk ging. Aan flanken van de poorttoren zijn nog de aanzetten van de westelijke en noordelijke ringmuur te zien.

## Eigendomsgeschiedenis
- In de 14e en 15e eeuw in bezit van de Van Apelterns
- In 1447 gekocht door jonkvrouwe Ot van Egmond
- Daarna in bezit van Frederik van Egmond
- In 1462 eigendom van Gijsbert van Welderen, een Nijmeegse schepen.
- Vervolgens bezit van Clase Vijgh tot Blankenburg, kleinzoon van Gijsbert
- In 1521 eigendom van Hedrik Vijgh tot Blankeburg, maar het kasteel wordt bewoond door Roelof van Ewijck (later schout van Nijmegen)
- Vanaf 1591 bezit van Otto van Wijhe van Echteld door huwelijk met de dochter van Hendrik Vijgh
- Tot 1774 blijft het in bezit van de familie van Wijhe
- In 1774 gekocht door de minder aanzienlijke familie Vermeulen
- Later door vererving in handen gekomen van familie Goyaers
- In 1951 gekocht door P.H.M Claassen
- Sinds 1987 eigendom van de Gemeente Beuningen

De Monumentenstichting Baet en Borgh, opgericht op 2 februari 1983, heeft in 1985 de toren in erfpacht verworven. Deze stichting onderhoudt en beheert thans het monument. Evenzo de ruïne van de Sint-Walrickkapel, dat een rijksmonument is in de Nederlandse gemeente Heumen. Bovendien het Stoomgemaal De Tuut en het dijkmagazijn te Appeltern.
In 1987 is de toren die bijna op instorten stond met subsidies gerestaureerd. Tijdens de restauratie zijn de contouren van de burcht weer enigszins zichtbaar gemaakt in het grasveld.

## Fotogalerij
Het torentje gedurende de laatste decennia.

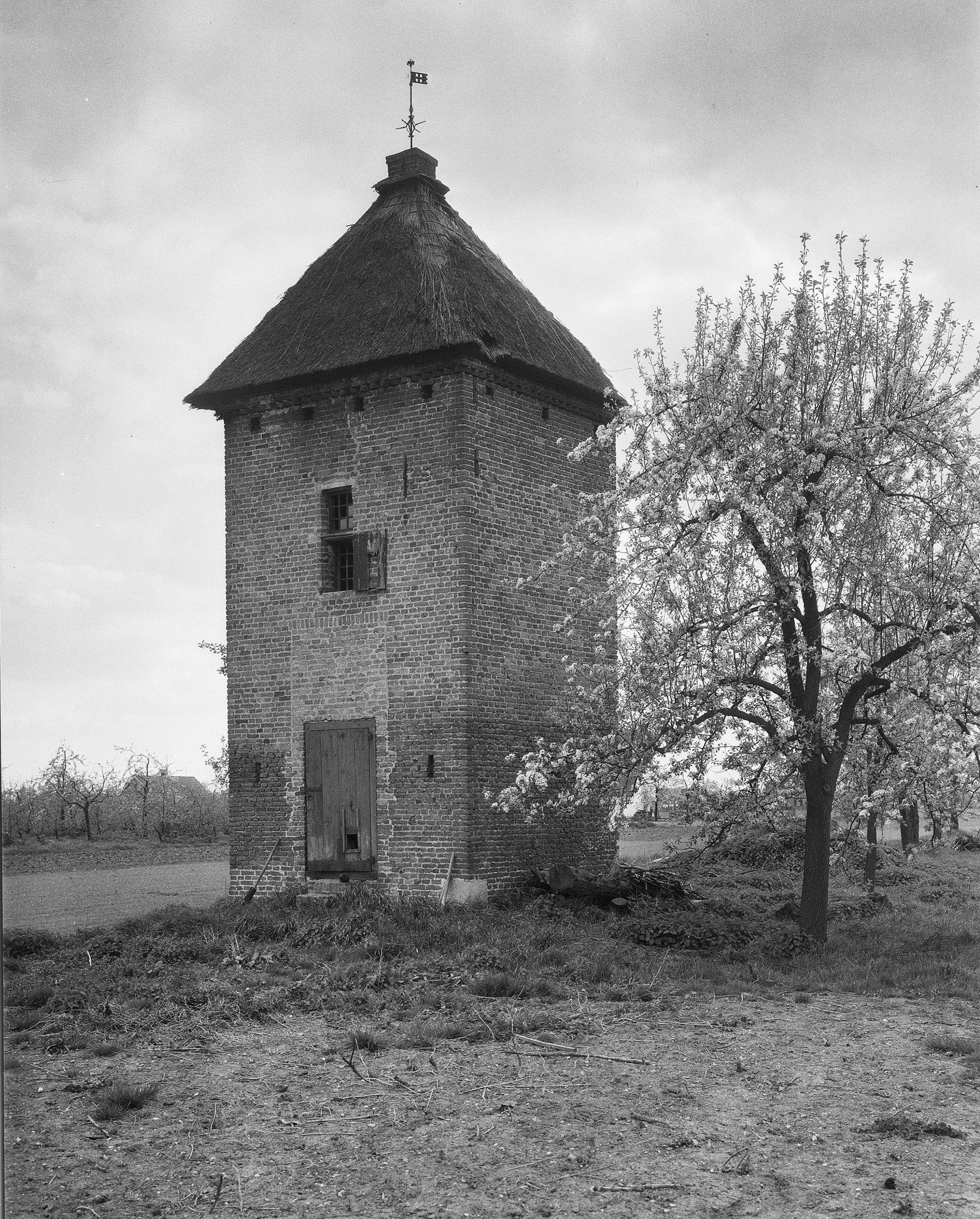
1959
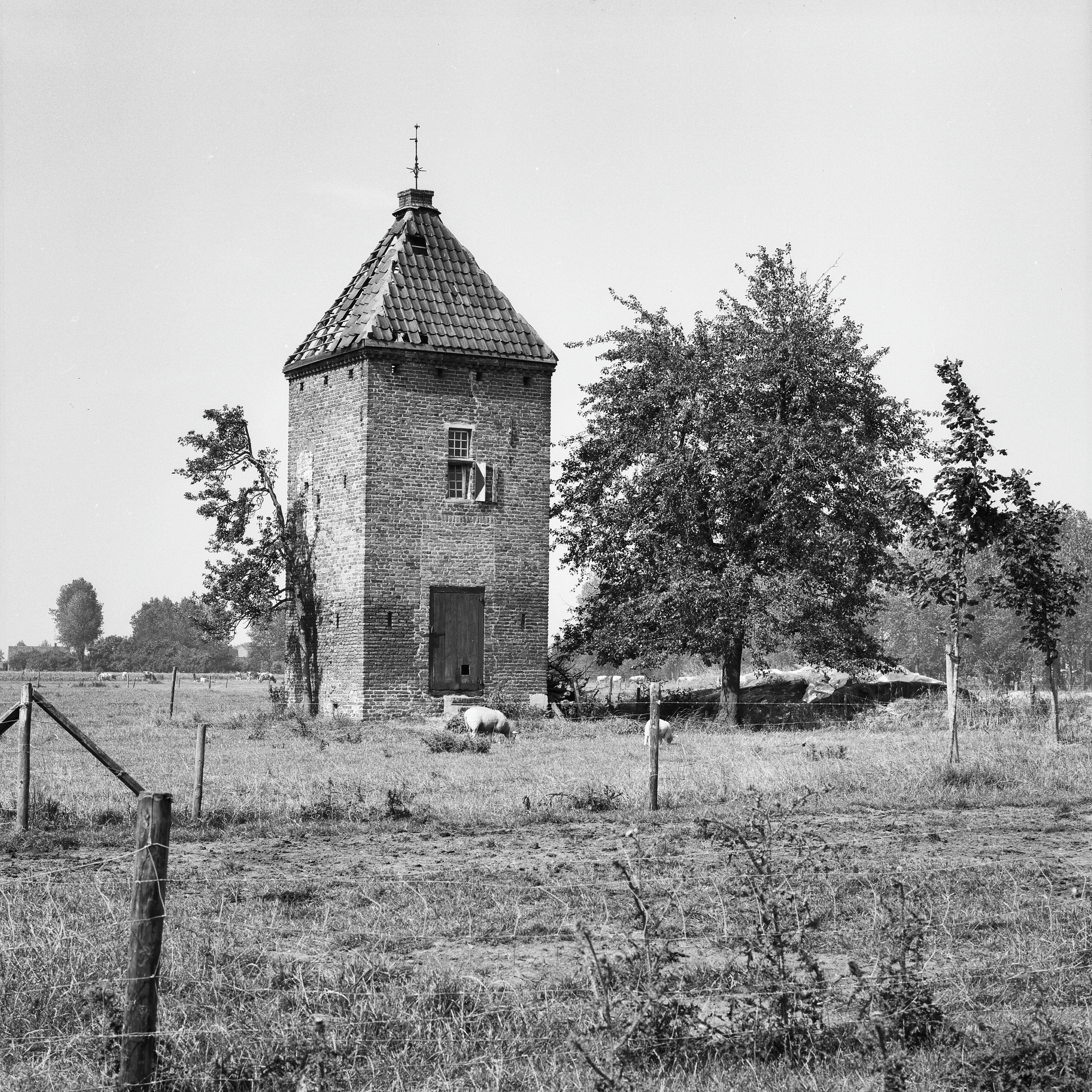
1977
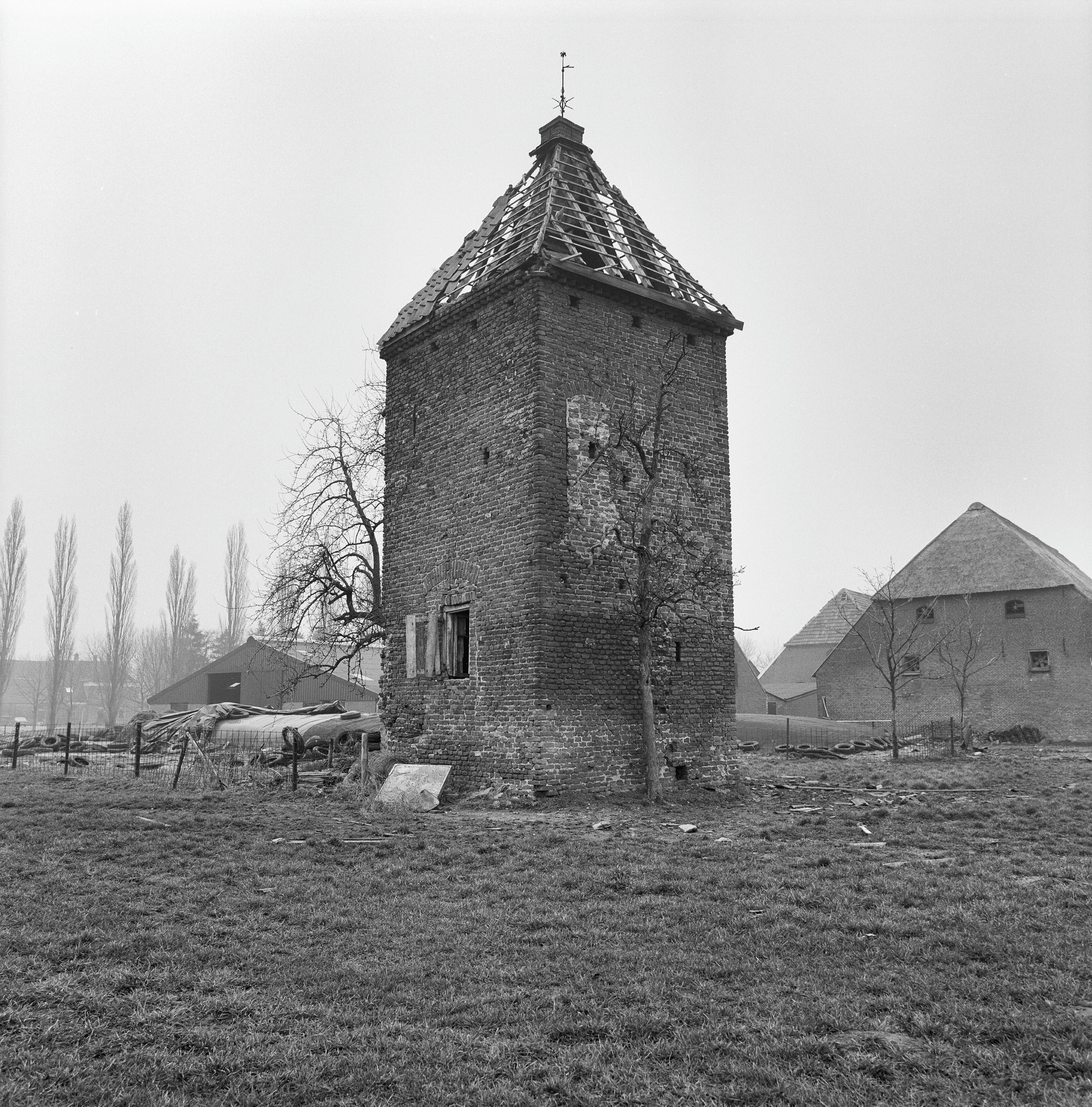
1984
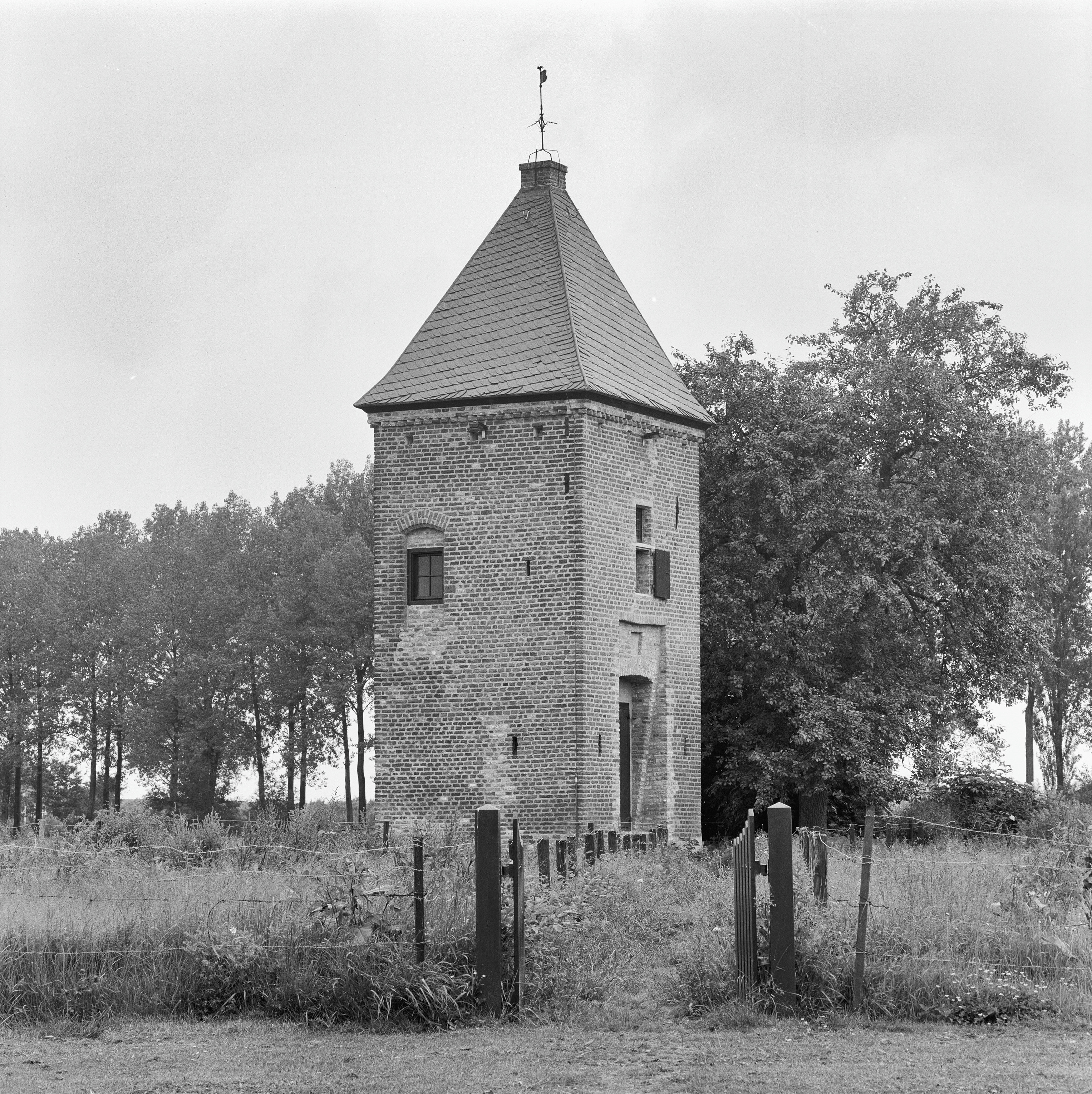
1990
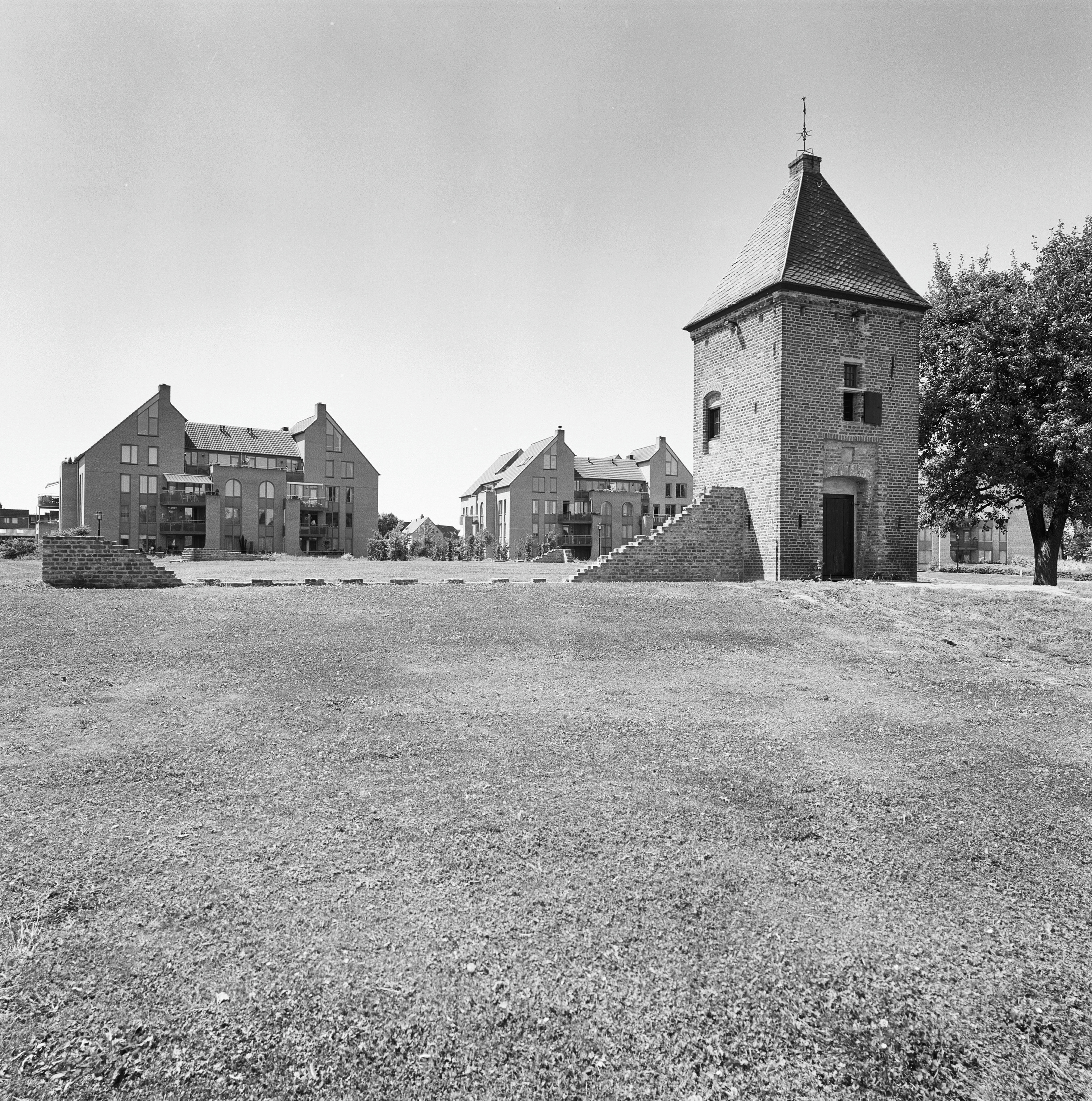
1999